# Глава Иоанна Предтечи
Глава́ Иоа́нна Предте́чи — голова Иоанна Крестителя, отсечённая по приказу Ирода Антипы из-за козней иудейской царевны Иродиады и её дочери Саломеи. Глава была закопана Иродиадой в одном из поместий Ирода. По церковному преданию, обретение главы Иоанна Предтечи происходило три раза. Является одной из наиболее почитаемых святынь христианского мира.
В память усекновения главы святого Иоанна Крестителя Церковью установлен праздник и строгий пост, как выражение скорби христиан о насильственной смерти великого Пророка. Праздник отмечается 29 августа (11 сентября).
В честь обретения этой части мощей установлены православные праздники обретения главы Иоанна Предтечи. Праздник первого и второго чудесного обретения отмечается Церковью 24 февраля (9 марта). 25 мая (7 июня) празднуется третье обретение главы.

## Предания
Иоанн Креститель был обезглавлен из-за козней иудейской царевны Иродиады и её дочери Саломеи. Иродиада была женой Ирода Филиппа, но была отнята у него тетрархом Галилеи Иродом Антипой, за что Иоанн обличал последнего. Ирод Антипа заключил Иоанна в тюрьму, но казнить его не решался (Мф. 14:3-5, Мк. 6:17-20).
Дочь Иродиады Саломея (не названная в Евангелиях по имени) в день рождения Ирода Антипы «плясала и угодила Ироду и возлежавшим с ним». В награду за танец Ирод пообещал Саломее выполнить любую её просьбу. Она по наущению своей матери, которая ненавидела Иоанна за обличение её брака, попросила голову Иоанна Крестителя и «Царь опечалился, но ради клятвы и возлежавших с ним не захотел отказать ей» (Мк. 6:26). В темницу к Иоанну был отправлен оруженосец (спекулатор), который отсёк ему голову и, принеся её на блюде, отдал Саломее, а та «отдала её матери своей». Ученики Иоанна Крестителя, узнав об этом, тайно взяли его тело и ночью погребли в самарийском городе Севастии, а о смерти сообщили Иисусу (Мф. 14:6-12, Мк. 6:21-29).
По преданию, голова продолжала обличать Ирода и Иродиаду. Иродиада пронзила иглой язык, её обличавший и закопала голову в нечистом месте. Иродиада не позволила, чтобы главу Предтечи погребли вместе с телом святого, боясь, что если погребут его тело вместе с главой, Иоанн воскреснет и снова станет обличать её. Знавшая об этом кощунстве Иоанна — благочестивая жена царского домоправителя Хузы, тайно взяла святую главу, положила в сосуд и погребла её на Елеонской горе, в одном из поместий Ирода.
Когда до царского дворца дошли слухи о проповеди Иисуса и совершавшихся им чудесах, Ирод вместе с женой Иродиадой пошли проверить, на месте ли глава Иоанна Крестителя. Не найдя её, они стали думать, что Иисус Христос — это воскресший Иоанн Предтеча. Об этом их заблуждении свидетельствует Евангелие (Мф. 14:2, Лк. 9:7-9).

## Обретения главы
Часовня 1-го и 2-го Обретения Главы Иоанна Предтечи Елеонского Спасо-Вознесенского монастыря. Восточный Иерусалим
Первое обретение
Спустя годы вельможа Иннокентий решил построить на том месте церковь и при копании рва для фундамента он обнаружил кувшин с реликвией, которая была опознана по исходившим от неё знамениям. После обретения главы Иннокентий её бережно хранил, но перед смертью Иннокентий, опасаясь, что реликвия будет поругана, спрятал её в своей церкви. Он положил её на том самом месте, где была его келья и церковь. После его кончины церковь пришла в ветхость, разрушилась и даже сравнялась с землёй, так что долгое время никто не знал, где находится честная глава Крестителя Иоанна.
Второе обретение
В правление императора Константина Великого в Иерусалиме глава Иоанна Предтечи была найдена двумя монахами-паломниками, которые прибыли в город поклониться Гробу Господню. Позднее реликвия оказалась у священника-арианина, который с помощью исцелений, исходивших от неё, поддерживал авторитет арианского вероучения. Когда его обман раскрылся, он спрятал главу в пещере около города Емессы. Позднее над пещерой возник монастырь и в 452 году явившийся, по преданию, архимандриту обители Иоанн указал на место сокрытия своей главы. Она была найдена и перенесена в Константинополь.
 На месте первого и второго обретения располагается часовня Обретения Главы Иоанна Предтечи Елеонского Спасо-Вознесенского монастыря. Место первого и второго Обретения главы святого Пророка представляет собой углубление в полу часовни, выложенное цветной мозаикой геометрического рисунка. Оно защищено легким металлическим ограждением с иконой «Обретения главы святого Иоанна Крестителя». Мозаичный пол обнаружен во время раскопок архимандритом Антонином (Капустиным)..
Место 3-го Обретения Главы Иоанна Предтечи Каман. Абхазия.
Третье обретение
Из Константинополя главу Иоанна Крестителя во время волнений, связанных со ссылкой Иоанна Златоуста, перенесли в город Емессу, а затем в начале IX века в Команы, где прятали в период иконоборческих гонений. После восстановления иконопочитания на Константинопольском соборе в 842 году, по преданию, патриарх Игнатий во время ночной молитвы получил указание о местонахождении реликвии. По приказанию императора Михаила III в Команы было направлено посольство, которое около 850 года обрело главу Иоанна Предтечи в указанном патриархом месте. После этого глава была перенесена в Константинополь и была положена в придворной церкви.
Место третьего обретения главы представляет собой большую овальную нишу вырубленную в скале в труднодоступном месте. Углубление, в котором долгое время хранилась великая христианская святыня открыто для паломников. Между лампадой и иконой Богородицы — нерукотворный образ главы Иоанна Предтечи.

## Идентичность и места почитания
История с мощами Иоанна Крестителя после третьего Обретения Главы Иоанна Предтечи так и не выяснена до конца. Частиц главы святого Иоанна Крестителя в мире существует несколько.
Честная глава Предтечи вернулась в Константинополь и сначала хранилась в царских палатах, а затем часть её в Студийском Предтечевом монастыре. В 1200 году, за четыре года до взятия Константинополя крестоносцами верх главы видел паломник Антоний, другую часть главы видели в Петре и в монастыре Продром.
С крестоносцами она попала во Францию и в Рим. О том, что именно у них хранится честная глава Крестителя Господня заявляют и мечеть Омейядов в Дамаске, и турецкая Антиохия, и один из монастырей Армянской Апостольской Церкви.

### Франция
По одному из преданий, каноник Валлон де Сартон из Пикинии, в апреле 1204 года, во время Четвёртого крестового похода нашёл в развалинах одного из дворцов Константинополя футляр, в котором находилось серебряное блюдо. Под стеклянным колпаком он обнаружил останки человеческого лица без нижней челюсти с отверстием над левой бровью. Надпись на греческом языке подтверждала, что перед ним мощи святого Иоанна Предтечи. Наличие отверстия над бровью согласовалось с событием, упоминающимся святым Иеронимом о том, что Иродиада в приступе гнева нанесла удар кинжалом по отрубленной голове святого. Валлон де Сартон доставил находку в Пикардию, на севере Франции.
17 декабря 1206 года католический епископ города Амьен Ричард Герберойский торжественно принял святые мощи Иоанна Крестителя и с этого времени начинается почитание главы святого Иоанна в Амьене и во всей Пикардии.
В 1220 году епископ Амьена заложил фундамент нового кафедрального собора Notre Dame d’Amiens, куда и была перенесена лицевая часть главы святого Иоанна. В 1958 году проводилось изучение реликвии и компетентная комиссия экспертов-медиков косвенно подтвердила подлинность реликвии. Генетические исследования не проводились.

### Италия
Фрагмент головы Пророка можно наблюдать в базилике Сан-Сильвестро-ин-Капите (San Silvestro in Capite) в Риме. Ранее на месте современной базилики располагался языческий храм Солнца. В VIII веке старый храм был разрушен и перестроен в Базилику Сан-Сильвестро ин Капите. Фраза «in Capite» (от лат. Caput — «голова») относится именно к фрагменту главы Иоанна Крестителя, который хранится там как реликвия, в часовне, слева от входа. Полное название с применением фразы «на главе» появилось только с XIII века, когда в него была перенесена голова Иоанна Крестителя, долго странствовавшая по разным странам и повсюду утрачивавшая то те, то другие свои части.
Источников, позволяющих раскрыть историю появления в базилике христианской святыни, не обнаружено.

### Сирия
Другая часть главы Предтечи сейчас хранится в мечети Омейядов в Дамаске. Капсула с частицами честной главы находится в небольшом павильоне — гробнице Крестителя Иоанна.
Мечеть Омейядов — одна из крупнейших и старейших мечетей в мире. Мусульмане также почитают Иоанна Крестителя пророком и называют Яхья. Во времена Римской империи на этом месте располагался храм Юпитера, а после присоединения к Византии (395 г) христианский храм, посвящённый Иоанну Крестителю. Первоначально арабское завоевание Дамаска в 636 году не затронуло церковь, как сооружение, хотя мусульмане построили пристройку из саманного кирпича напротив южной стены храма. Позже церковь была куплена у христиан и разрушена. Между 706 и 715 на этом месте была построена существующая мечеть.
По рассказам, Глава Иоанна была здесь всегда, но нашли её только во время возведения самой мечети. Халиф хотел избавиться от святыни, но только дотронулся до неё, как не мог сойти с места и решил оставить реликвию в покое. На поклонение святыне в мечеть Омейядов приходят и христиане, и мусульмане.

### Нагорный Карабах
По одной из версий, после падения Константинополя реликвия была перенесена в Армению и по сей день находится в Гандзасарском монастыре, в Нагорном Карабахе.
Повествование о том как голова Святого Иоанна оказалась в Гандзасаре можно найти в рукописи Мовсеса Каганкатваци — «История Страны Агванк» (Алуанк).
Согласно преданию, некий князь выкупил реликвию и забрал её с собой в Константинополь. При взятии Константинополя святыню хотели похитить и увезти в Европу. Но князь, взяв с собой голову, бежал в Иверию (Грузию), где она попала к брату главы Арцаха Джалала Дола. В 1211 году, Асан Джалал Вахтангян отправляется в Грузию — забрать голову Иоанна у брата. Брат отказывается передать ему реликвию. Асан Джалал забирает её силой, возвращается в Арцах и помещает в родовую усыпальницу. Над усыпальницей он построил церковь и при освящении назвал её именем святого Иоанна (ныне собор Гандзасарского монастыря).

### Греция
Часть главы Иоанна Предтечи хранится и в Великой Лавре — древнейшем из существующих монастырей на горе Афон.
Святыня хранилась в монастыре Дионисиат в золотом ковчеге, украшенном драгоценными камнями. Её передал Дионисиатской обители Валашский господарь Неагул Башараба.
В господарских грамотах XIV века государство, которым через два столетия правил Неагул Башараба (Нягое Басараб) называется «Румынской землей» или «Угровлахией», позднее появляется название Валахия.
Димитрий Ростовский так же упоминает о части главы в Угровлахийском монастыре Калуи.
Митрополия Угровлахии с центром в Аржеше была преобразована в 1359 году.
Во время Русско-турецкой войны при императрице Екатерине II старцы монастыря повезли главу на остров для молебствий, и на пути им встретился турецкий военный корабль. Турки забрали у монахов их святыню, чтобы она не досталась русским, и передали её в султанскую сокровищницу.
Русский паломник В. Г. Барский в записках о своём паломничестве по святым местам Востока (1723—1747), а также архимандрит Порфирий Успенский указывают на другую частицу главы Иоанны Предтечи, которая так же находилась на Святом Афоне, но в Дохиарском монастыре.